# Jeroen Hertzberger
Jeroen Hertzberger (* 24. Februar 1986 in Rotterdam) ist ein niederländischer Hockeyspieler.

## Karriere
Hertzberger wurde in den Niederlanden geboren, aufgrund der Arbeit seines Vaters verbrachte er allerdings große Teile seiner Kindheit im Kongo, in Österreich und in Ungarn, wo er auch mit dem Hockeyspielen begann. 2002 wechselte Hertzberger zum HC Rotterdam, mit dem er in der höchsten niederländischen Liga, der Hoofdklasse, antrat. Für die Niederländische Nationalmannschaft lief er 2007 bei der Champions Trophy zum ersten Mal auf, während er im folgenden Jahr in Peking sein olympisches Debüt gab, bei dem er auf den vierten Platz kam. Zwei Jahre später erspielte Hertzberger mit dem Team bei den Weltmeisterschaften die Bronzemedaille, bevor er 2011 Zweiter bei den Europameisterschaften wurde. 2012 wurde er bei der Champions Trophy Vizemeister, jedoch wurde er von Nationaltrainer Paul van Ass nicht in den Kader für die Olympischen Spiele berufen. In der Saison 2012/13 triumphierte der Torschützenkönig der Euro Hockey League mit dem HC Rotterdam zum ersten Mal in der Vereinsgeschichte in der nationalen Liga, während er bei den Kontinentalmeisterschaften auf dem Podium stand. Bei der erstmals ausgetragenen Hockey World League siegte der Angreifer im Januar 2014 mit der Nationalmannschaft, während er im Endspiel der Weltmeisterschaften in seinem Heimatland mit 1:6 gegen Australien unterlag. Im Jahr darauf wurde Hertzberger zum ersten Mal in seiner Karriere Europameister, im Anschluss an den vierten Platz bei den Olympischen Spielen in Rio de Janeiro wurde er jedoch bis 2018 nicht erneut für die niederländische Auswahl nominiert, woraufhin er im Endspiel der Weltmeisterschaften gegen Belgien im Penaltyschießen den entscheidenden Schuss vergab. 2019 stand der Niederländer bei der Hockey Pro League und bei den Europameisterschaften auf dem Podium, bevor er zwei Jahre später zum zweiten Mal Kontinentalmeister wurde. Nach den Olympischen Spielen in Tokio, bei denen die Niederlande bereits im Viertelfinale ausschied, wurde Hertzberger nach mehr als 250 Länderspielen vom neuen Nationaltrainer Jeroen Delmee aus der Mannschaft gestrichen.